# Horace McMahon
Pour les articles homonymes, voir MacMahon.

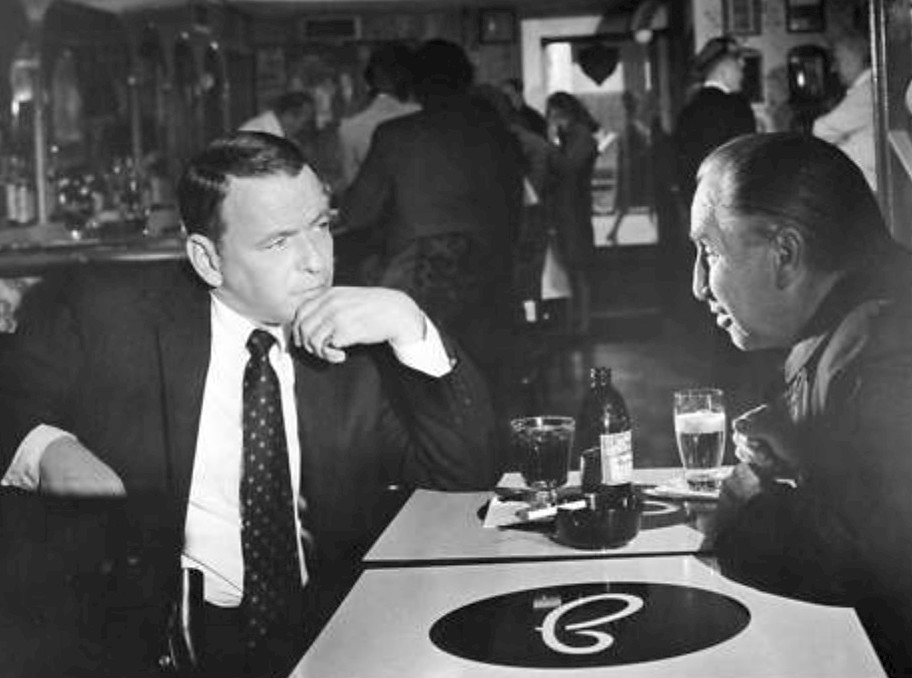
Avec Frank Sinatra (à g.), dans Le Détective (1968)

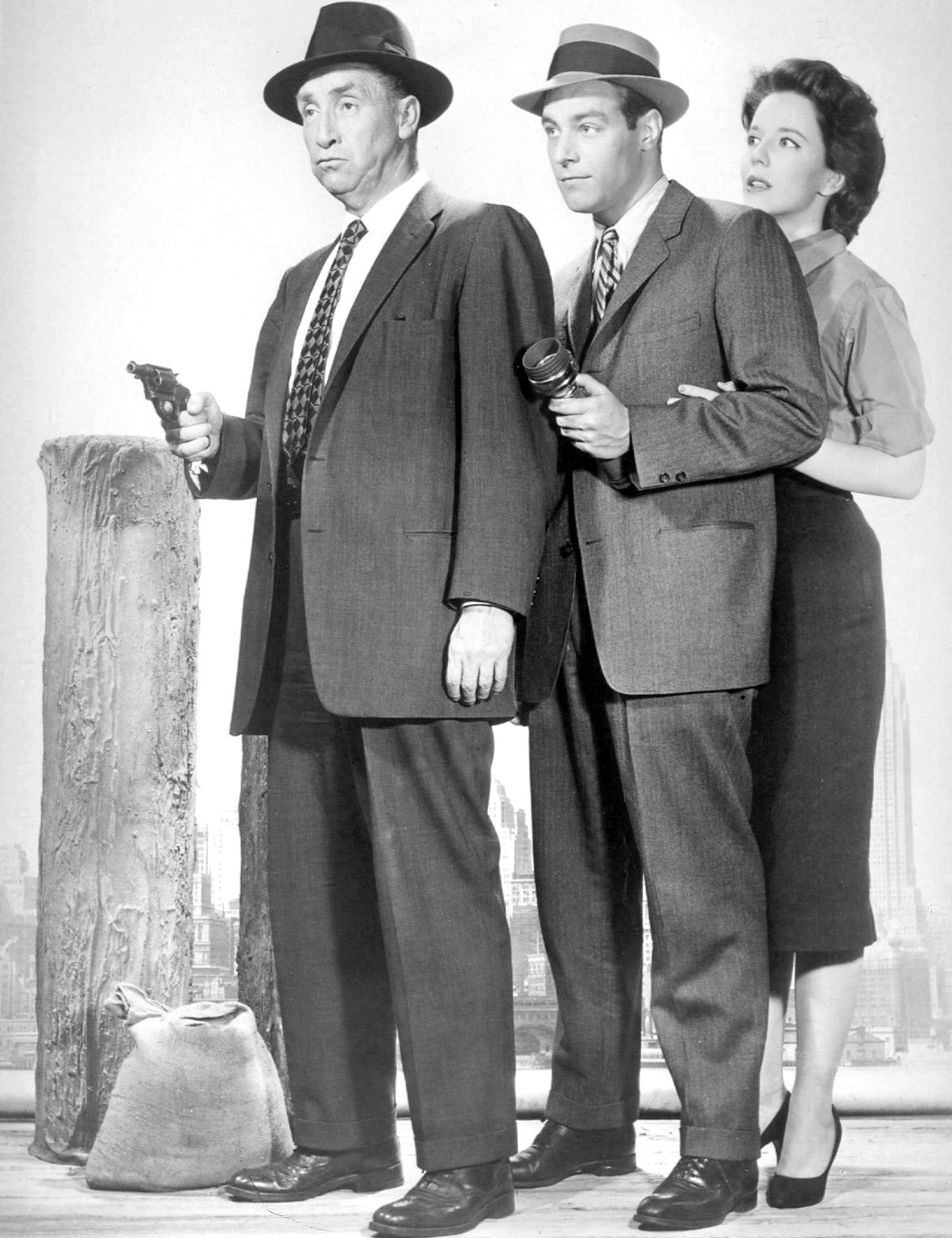
Horace McMahon, James Franciscus et Suzanne Storrs (de g. à d.), dans la série Naked City, épisode The Bumper (1959, photo promotionnelle)

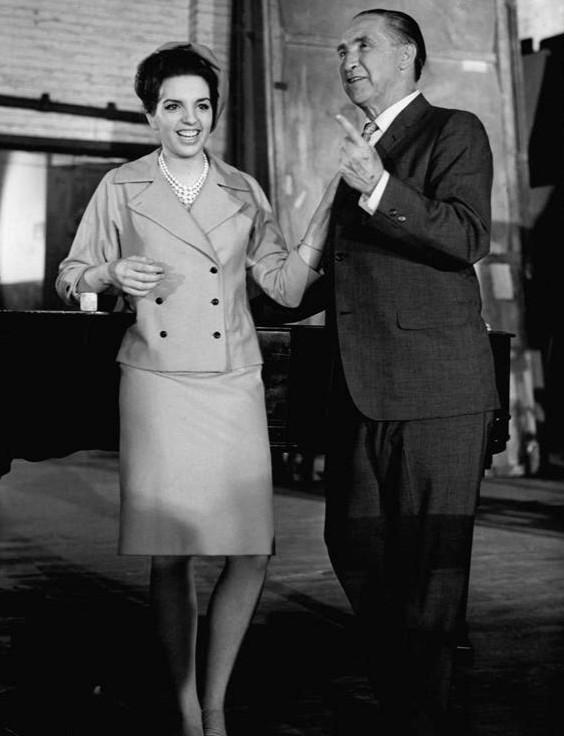
Avec Liza Minnelli, dans la série Mr. Broadway, épisode Nightingale for Sale (1964, photo promotionnelle)

Horace McMahon (parfois crédité Horace MacMahon), né le 17 mai 1906 à Norwalk (Connecticut), ville où il est mort le 17 août 1971, est un acteur américain.

## Biographie
Horace McMahon débute au théâtre et joue notamment à Broadway (New York) entre 1931 et 1969 dans onze pièces, dont Three Men on a Horse (en) de George Abbott et John Cecil Holm (en) (1935-1937, en remplacement de Millard Mitchell, puis reprise en 1942), Les Mains sales de Jean-Paul Sartre (1948-1949, adaptation avec Charles Boyer et Joan Tetzel) et Histoire de détective (en) de Sidney Kingsley (en) (1949-1950, avec Ralph Bellamy et James Westerfield).
S'ajoute (pour son avant-dernière prestation à Broadway) la comédie musicale Say, Darling (en) sur une musique de Jule Styne (1958-1959, avec Vivian Blaine et David Wayne).
Second rôle de caractère (souvent de policier) au cinéma, parfois non crédité, il contribue à quatre-vingt-quinze films américains, les deux premiers étant des courts métrages sortis en 1935. Suivent notamment Au service de la loi de Josef von Sternberg (1939, avec Wallace Beery et Tom Brown), Viens avec moi de Clarence Brown (1941, avec James Stewart et Hedy Lamarr), Histoire de détective de William Wyler (1951, avec Kirk Douglas et Eleanor Parker, lui-même reprenant son rôle créé à Broadway dans la pièce éponyme précitée, adaptée à l'écran), ou encore Graine de violence de Richard Brooks (1955, avec Glenn Ford et Anne Francis).
Son dernier film est Le Détective de Gordon Douglas (avec Frank Sinatra et Lee Remick), sorti en 1968, trois ans avant sa mort à 65 ans, en 1971, des suites d'une maladie cardiovasculaire.
À la télévision américaine, Horace McMahon apparaît dans quarante-cinq séries dès 1950, dont Naked City (cent-treize épisodes, 1958-1963, dans le rôle du lieutenant Mike Parker), La Quatrième Dimension (un épisode, 1960), Les Accusés (un épisode, 1964) et Cher oncle Bill (un épisode, 1969), sa dernière série.

## Théâtre à Broadway (intégrale)
(pièces, sauf mention contraire)
- 1931 : Wonder Boy d'Edward Chodorov et Arthur Barton : un journaliste
- 1932 : Wild Waves de William Ford Manley : Gus
- 1933 : Far-Away Horses de Michael Birmingham et Gilbert Emery : l'homme pressé
- 1933 : Man Bites Dog de Don Lochbiler et Arthur Barton : McIntosh
- 1933-1934 : Sailor, Beware! de Kenyon Nicholson et Charles Robinson : Mattie Matthews
- 1935 : Battleship Gertie de Frederick Hazlitt Brennan : le sergent Grogan
- 1935 : Knock on Wood d'Allen Rivkin : Potts Jackson
- 1935-1937 : Three Men on a Horse de John Cecil Holm et George Abbott, mise en scène de ce dernier : Charlie (remplacement) (rôle repris en 1942)
- 1948-1949 : Les Mains sales (Red Gloves) de Jean-Paul Sartre, adaptation de Daniel Taradash : Munster
- 1949-1950 : Histoire de détective (Detective Story) de Sidney Kingsley : le lieutenant Monaghan
- 1958-1959 : Say, Darling, comédie musicale, musique de Jule Styne, lyrics de Betty Comden et Adolph Green, livret d'Abe Burrows, Marian et Richard Bissell (en), chorégraphie de Matt Mattox, décors d'Oliver Smith : Schatzie Harris
- 1969 : The Mundy Scheme de Brian Friel : Dan Mahon

## Filmographie partielle

### Cinéma
- 1937 : Le Dernier Combat ou Le Dernier Round (Kid Galahad) de Michael Curtiz : un journaliste à la conférence de presse
- 1937 : On lui donna un fusil (They Gave Him a Gun) de W. S. Van Dyke : un prisonnier
- 1937 : Le Dernier Gangster (The Last Gangster) d'Edward Ludwig : Limpy
- 1937 : Exclusive d'Alexander Hall
- 1938 : Règlement de comptes (Fast Company) d'Edward Buzzell : Danny Scolado
- 1938 : Marie-Antoinette (Marie Antoinette) de W. S. Van Dyke : un révolutionnaire
- 1938 : Federal Man-Hunt de Nick Grinde : « Snuffy » Deegan
- 1938 : La Foule en délire (The Crowd Roars) de Richard Thorpe : Rocky Simpson
- 1939 : Rose de Broadway (Rose of Washington Square) de Gregory Ratoff : Irving
- 1939 : Mademoiselle et son bébé (Bachelor Mother) de Garson Kanin : un juge sur la piste de danse
- 1939 : Mademoiselle et son flic (She Married a Cop) de Sidney Salkow : Joe Nash
- 1939 : Nick joue et gagne (Another Thin Man) de W. S. Van Dyke : le chauffeur de MacFay
- 1939 : Quick Millions de Malcolm St. Clair
- 1939 : On demande le docteur Kildare (Calling Dr. Kildare) de Harold S. Bucquet : Fog Horn
- 1939 : Au service de la loi (Sergeant Madden) de Josef von Sternberg : Philadelphia
- 1940 : Margie d'Otis Garrett et Paul Gerard Smith
- 1940 : Mon épouse favorite (My Favorite Wife) de Garson Kanin : un conducteur de camionnette avec Ellen
- 1940 : The Ghost Comes Home de Wilhelm Thiele
- 1940 : L'Étrange Cas du docteur Kildare (Dr. Kildare's Strange Case) de Harold S. Bucquet
- 1940 : Oh ! Johnny mon amour ! (Oh Johnny, How You Can Love) de Charles Lamont
- 1941 : Birth of the Blues de Victor Schertzinger : Wolf
- 1941 : Viens avec moi (Come Live with Me) de Clarence Brown : un chauffeur de taxi
- 1943 : Dangerous Blondes de Leigh Jason
- 1943 : Le Cabaret des étoiles (Stage Door Canteen) de Frank Borzage : lui-même
- 1950 : Histoire de détective (Detective Story) de William Wyler : le lieutenant Monaghan
- 1953 : Deux Nigauds chez Vénus (Abbott and Costello Go to Mars) de Charles Lamont : Mugsy
- 1954 : Suzanne découche (Susan Slept Here) de Frank Tashlin : le sergent Monty Maizel
- 1955 : Graine de violence (Blackboard Jungle) de Richard Brooks : l'inspecteur de police
- 1955 : Le Rendez-vous de quatre heures (Texas Lady) de Tim Whelan : Stringer Winfield
- 1955 : Ma sœur est du tonnerre (My Sister Eileen) de Richard Quine : l'officer de police Lonigan
- 1957 : Le Délinquant involontaire (The Delicate Delinquent) de Don McGuire : le capitaine Riley
- 1966 : The Swinger de George Sidney : le sergent Hooker
- 1968 : Le Détective (The Detective) de Gordon Douglas : le capitaine Tom Farrell

### Télévision
(séries)
- 1952 : Tales of Tomorrow, saison 1, épisode 33 Black Planet : rôle non spécifié
- 1958 : Suspicion, saison unique, épisode 34 Le Processus (Death Watch) de Ray Milland : le capitaine Grogan
- 1958-1963 : Naked City, saisons 1 à 4, 113 épisodes : le lieutenant Michael « Mike » Parker
- 1960 : 77 Sunset Strip, saison 2, épisode 34 Sierra de George Waggner : Silva
- 1960 : La Quatrième Dimension (The Twilight Zone), saison 1, épisode 33 Un original (Mr. Bevis) de William Asher : le barman
- 1960 : Sugarfoot, saison 3, épisode 20 The Captive Locomotive de Leslie Goodwins : Cornelius Cameron
- 1963 : Route 66 (titre original), saison 4, épisode 4 Where Are teh Sounds of Celli Brahms? : Harry Fenton
- 1964 : Les Accusés (The Defenders), saison 3, épisode 35 Hollow Triumph de Paul Sylbert : le procureur de district
- 1964 : Mr. Broadway (en), saison unique, 13 épisodes : Hank McClure
- 1967 : Batman, saison 3, épisode 4 Le Sport des pingouins (The Sport of Penguins) : Glu Gluten
- 1969 : Cher oncle Bill (Family Affair), saison 3, épisode 16 A Lesson for Grown-Ups de Charles Barton : M. McAlister